# 2'-O-甲基尿苷
2'-O-甲基尿苷（2'-O-Methyluridine，簡稱2′-O-MU或Um，分子式C
10H
14N
2O
6）是尿嘧啶与2-O-甲基-β-D-核糖形成的糖苷，是2'-O-甲基化转录后修饰产物之一，存在于tRNA、rRNA、mRNA和snRNA中。